# Szarostrząb
Szarostrząb, białostrząb szary (Cryptoleucopteryx plumbea) – gatunek drapieżnego ptaka z rodziny jastrzębiowatych (Accipitridae), zamieszkujący nizinne i podgórskie wnętrza wilgotnych lasów Panamy oraz północno-zachodniej części Ameryki Południowej. Bliski zagrożenia wyginięciem.

## Występowanie
Gatunek ten występuje we wschodniej Panamie, zachodniej Kolumbii i Ekwadorze oraz w skrajnie północno-zachodniej części Peru. Zaobserwowany również w Veraguas, ale został wytępiony w większości zachodniej części Panamy.

## Taksonomia
Jedyny przedstawiciel rodzaju Cryptoleucopteryx, który został ostatnio wyodrębniony z Leucopternis na podstawie analizy genetycznej; zmiany te zostały zaakceptowane przez SACC oraz AOU. Gatunek monotypowy. Blisko spokrewniony z czarnostrzębiem śniadym (B. schistaceus), niektórzy autorzy łączyli je nawet w jeden gatunek.

### Etymologia
Nazwa rodzajowa: gr. κρυπτος kruptos – ukryty; λευκος leukos – biały; πτερυξ pterux, πτερυγος pterugos – skrzydło. Epitet gatunkowy: łac. plumbeus – ołowiany, koloru ołowiu, od plumbum – ołów.

## Morfologia
Długość ciała 35–37 cm. Samice średnio są nieco większe niż samce. Ubarwienie dorosłych jest głównie ołowianoszare, skrzydła koloru czarnego, na ogonie rzucający się w oczy jeden biały lub biało-czarny pas, pióra pod skrzydłami białe. Upierzenie na udach z drobnymi, białymi paskami, tęczówki brązowo-pomarańczowe, woskówka i nogi żółto-pomarańczowe.

## Ekologia
Gatunek ten preferuje nizinne i podgórskie wnętrza wilgotnych lasów tropikalnych do 1400 m n.p.m. (średnio 200–800 m n.p.m.). Prowadzi obserwację wczesnym rankiem z wysokich, odsłoniętych miejsc, ale częściej spotykany na umiarkowanej wysokości wewnątrz lasu. Zazwyczaj spotykany pojedynczo. Na pokarm składają się głównie ryby, płazy bezogonowe, kraby czy węże żyjące w wodzie. Poluje wzdłuż brzegów rzek i jezior, prawdopodobnie zdobywając zdobycz głównie metodą „siedzieć i czekać”. Nie wiadomo czy szybuje. Brak informacji na temat rozrodu i wychowu młodych.

## Status i ochrona
W Czerwonej księdze gatunków zagrożonych Międzynarodowej Unii Ochrony Przyrody od 2020 roku jest klasyfikowany jako gatunek bliski zagrożenia (NT – near threatened). Od 2014 był uznawany za gatunek narażony (VU – vulnerable), a jeszcze wcześniej – bliski zagrożenia. Globalna wielkość populacji została wstępnie oszacowana na 10–20 tysięcy dorosłych osobników. Ptak ten określany jest jako „rzadki”. Głównym zagrożeniem dla tego gatunku jest wylesianie. Wpisany do II załącznika konwencji waszyngtońskiej (CITES).